# Rosny Smarth
Rosny Smarth, né le 19 octobre 1940 à Cavaillon (département du Sud) et mort le 15 janvier 2025, est un universitaire et homme d'État haïtien. Il est Premier ministre de 1996 à 1997.

## Biographie
Rosny Smarth est le frère de William Smarth, prêtre et théologien.

### Formation et activités professionnelles
Après des études de sciences économiques à l'université de Port-au-Prince, Rosny Smarth obtient un diplôme d'agronomie à l'université de Santiago du Chili. En 1967, il est nommé directeur de l'Institut chilien de développement agricole. Six ans plus tard, il est membre du comité travaillant sur la réforme agraire du président chilien Salvador Allende. Rosny Smarth est aussi professeur d'agronomie à l'université de Chapingo au Mexique avant de devenir expert en poste dans les bureaux de l'ONU dans le même pays. 

### Carrière politique
De 1991 à 1994, Rosny Smarth est conseiller du ministre de l'Agriculture d'Haïti. Il est membre du parti de l'Organisation du peuple en lutte (OPL) ; devenu l'Organisation politique Lavalas, qui forme une majorité au Parlement haïtien entre 1995 et 1997. Il est nommé Premier ministre le 27 février 1996 en remplacement de Claudette Werleigh. Il démissionne le 9 juin 1997 en désaccord avec le président René Préval et face à l'impasse politique dans laquelle se trouve alors Haïti. Il conserve cependant ses fonctions jusqu'au 20 octobre suivant.
Il meurt le 15 janvier 2025. 